# Aeroportul Municipal Mobridge
Aeroportul Municipal Mobridge (IATA: MBG, ICAO: KMBG, FAA LID: MBG) este un aeroport din Dakota de Sud, Statele Unite ale Americii ce deservește zona Mobridge⁠(d). A fost numit după zona deservită.
Situat la o altitudine de 523 m, aeroportul dispune de 2 piste.

## Infrastructură

### Piste
Aeroportul dispune de 2 piste. Pista 12/30 are suprafața de asfalt și dimensiunile 4.410 picioare × 75 picioare. Pista 17/35 are suprafața de Iarbă și dimensiunile 2.399 picioare × 250 picioare. 